# Mwamashiga
Mwamashiga ist ein Verwaltungsbezirk (englisch Ward) des Distrikts Igunga in der tansanischen Region Tabora.

## Geografie
Mwamashiga ist ein ländlicher Bezirk im westlichen Teil des zentralen Hochlands von Tansania, etwa 20 Kilometer Luftlinie nordwestlich der Distrikthauptstadt Igunga. Bei der Volkszählung 2022 lebten 11.784 Menschen in 1422 Haushalten auf einer Fläche von 177 Quadratkilometern.

Der Bezirk grenzt an sechs Bezirke des Distrikts Igunga:
| Igurubi  | Mwamakona                                   | Mbutu  |
| Itunduru | Kompassrose, die auf Nachbargemeinden zeigt |        |
|          | Nanga                                       | Igunga |

## Gliederung
Der Bezirk besteht aus drei Gemeinden (swahili Mtaa) mit 31 Orten (Kitongoji):
| Mwamashiga - Mwamashiga - Mwankune - Nhendegese - Mwamakundya - Mwamabiti - Migunga - Elimu - Majengo - Ipojamitwe - Mwanyau | Migongwa Kaskazini - Bukingwaminzi - Mwanya - Mwakaling'hong'ho - Mwamabisu A - Mwamabisu B - Mwamanota - Mahushi - Malyala - Migongwa A - Migongwa B | Bulenya - Kagera A - Mabushi A - Zahanati - Maendeleo - Mbuyuni - Isanga A - Kagera B - Isanga B - Bulenya A - Mabushi B - Kaskazini Kagera |

## Infrastruktur
- Bildung: Die Mwamashiga Secondary School ist eine staatliche weiterbildende Schule. Sie bildet Tages- und Internatsschüler bis zur 4. Stufe aus.[7]
- Gesundheit: Im Bezirk befinden sich zwei staatliche Apotheken.[8][9]